# St. Anna (Heessen)

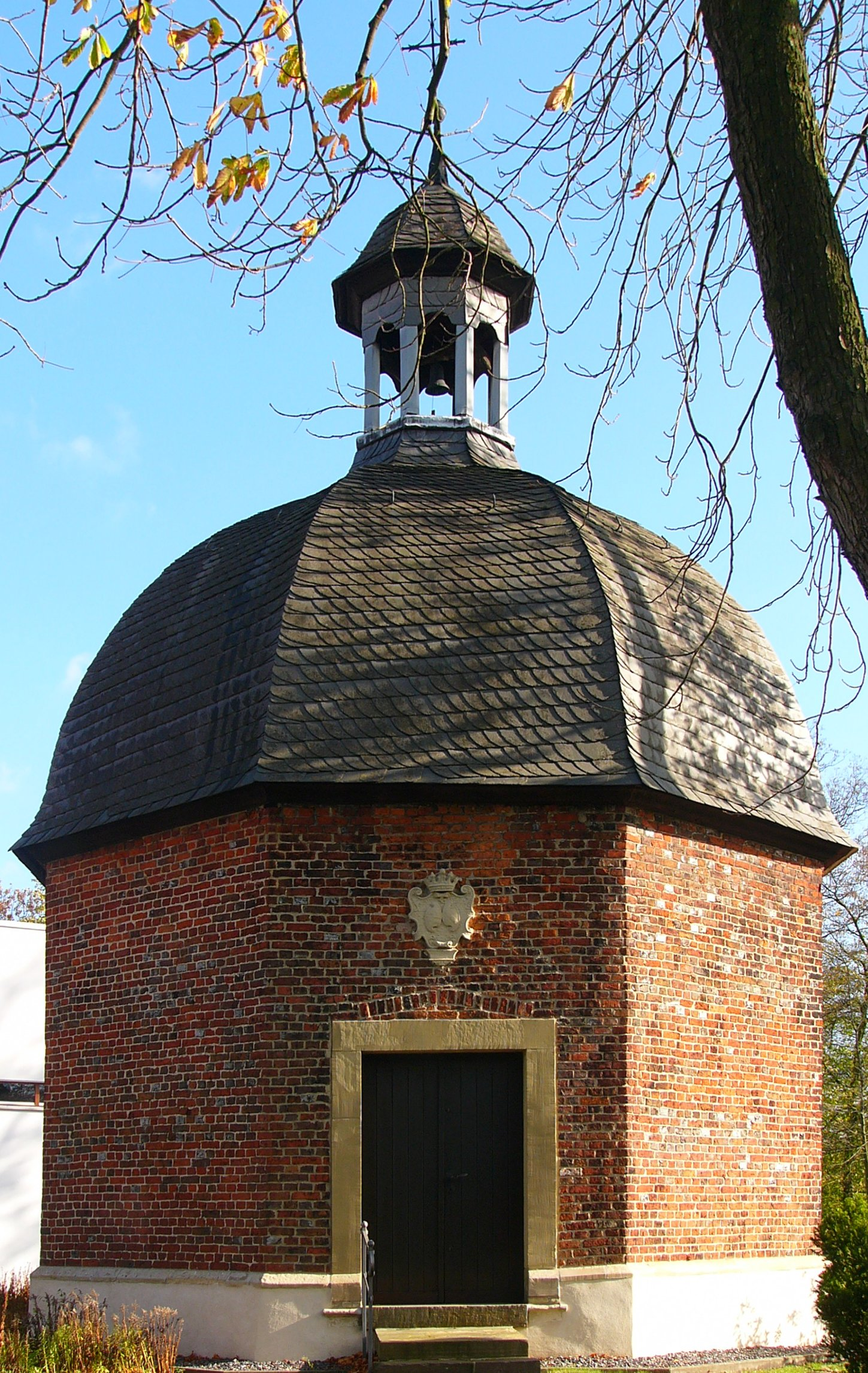

Die katholische Kapelle St. Anna, auch Annenkapelle, ist ein denkmalgeschütztes Kirchengebäude in Heessen, einem Ortsbezirk von Hamm in Nordrhein-Westfalen.

## Geschichte und Architektur
Der achteckige Backsteinbau mit einem geschweiften Dach ist mit einer Laterne bekrönt. Das Wappen über dem Eingang trägt die Bezeichnung 1728. Die Kapelle steht neben dem ehemaligen Siechenhaus. Im Inneren ruht über einem Profilgesims ein Kuppelgewölbe.

## Ausstattung
- Das Säulenretabel mit Sprenggiebel ist wohl bauzeitlich.
- Das Altarblatt ist aus dem 19. Jahrhundert.
- Die Holzfiguren des hl. Johannes von Nepomuk und des hl. Franz Xaver sind wohl von der ersten Hälfte des 18. Jahrhunderts.
- Die Glocke wurde im 13. Jahrhundert gegossen.